# Ginster-Leinkraut
Das Ginster-Leinkraut (Linaria genistifolia), auch Ginsterblättriges Leinkraut genannt, ist eine Pflanzenart aus der Gattung der Leinkräuter (Linaria) innerhalb der Familie der Wegerichgewächse (Plantaginaceae).

## Beschreibung

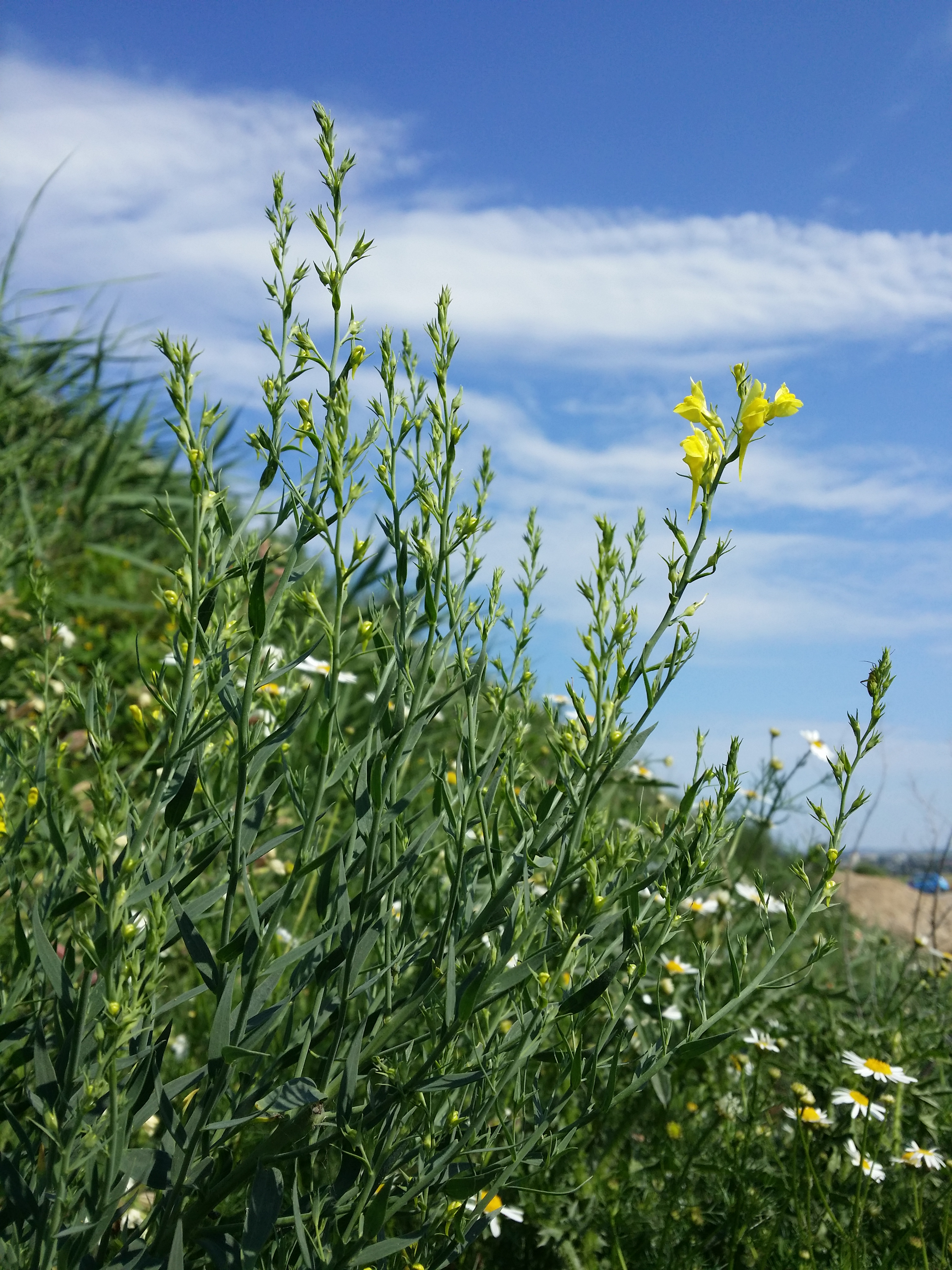
Ginster-Leinkraut (Linaria genistifolia subsp. genistifolia)

### Vegetative Merkmale
Das Ginster-Leinkraut ist eine ausdauernde krautige Pflanze, die Wuchshöhen von meist 50 bis 100 Zentimetern erreicht. Die oberirdischen, nicht-generativen Teile der Pflanze sind stark bläulich-grün bereift und kahl. Der aufrechte Stängel ist wechselständig beblättert. Die ungeteilten, (ei-)lanzettlichen Laubblätter sind meist 5 bis 15 Millimeter breit, am Grund gestutzt und weisen drei bis fünf Blattadern auf.

### Generative Merkmale
Die Blühzeit reicht in Mitteleuropa von Juni bis Mitte Oktober. Fünf bis zwanzig Blüten befinden sich einem lockeren, oftmals verzweigten, traubigen Blütenstand.
Die zygomorphen Blüten sind zygomorph mit doppelter Blütenhülle. Die Blütenkrone überragt den Blütenkelch deutlich. Die gelbe, verwachsenblättrige, zweilippige Krone besitzt am Grund einen langen Sporn und misst zusammen mit dem Sporn 12 bis 20 Millimeter. Der Kronenschlund ist durch eine wulstige Aufwölbung der Kronenunterlippe völlig geschlossen. Es sind vier fertile Staubblätter vorhanden. Auf dem oberständigen Fruchtknoten befindet sich ein Griffel.
Die Kapselfrucht ist ungefähr so lang wie die Kelchblätter. Der Samen ist scharf dreikantig und besitzt keinen Hautsaum.
Die Chromosomenzahl beträgt 2n = 12.

## Ökologie
Beim Ginster-Leinkraut handelt es sich um einen Hemikryptophyten.

## Vorkommen und Gefährdung
Das Ginster-Leinkraut ist in Mittel-, Ost- und Südosteuropa sowie in West- und Mittelasien, im Kaukasus und in Sibirien heimisch. Im deutschsprachigen Raum ist die Art nur in Österreich indigen, in Deutschland tritt sie als Neophyt auf.
Das Ginster-Leinkraut wächst auf trockenen, kiesig-sandigen Böden vor allem in Gesellschaften der Verbände Convolvulo-Agropyrion bzw. Dauco-Melilotion oder in ruderal beeinflussten Trockenrasen.
In Österreich tritt das Ginster-Leinkraut im pannonischen Gebiet häufig auf Halbtrockenrasen und Trockenrasen sowie selten auf Schotterfluren in der collinen Höhenstufe auf. Außerhalb des Pannonikums sind nur sehr seltene und unbeständige Vorkommen bekannt. In den Bundesländern Wien, Niederösterreich und dem Burgenland tritt die Art indigen auf, unbeständige und lokale Vorkommen gibt es in Oberösterreich und Kärnten sowie ehemals in Salzburg.

## Systematik
Man kann folgende Unterarten unterscheiden:
- Linaria genistifolia (L.) Mill. subsp. genistifolia
- Linaria genistifolia subsp. angustata (Wierzb.) Dostál: Sie kommt in Tschechien und in der Slowakei vor.[4]
- Linaria genistifolia subsp. artvinensis P.H. Davis: Sie kommt in der Türkei vor.[4]
- Linaria genistifolia subsp. confertiflora (Boiss.) P.H. Davis: Sie kommt in Bulgarien und in der Türkei vor.[4]
- Dalmatinisches Leinkraut (Linaria genistifolia subsp. dalmatica (L.) Maire & Petitm., Syn.: Linaria dalmatica (L.) Mill.): Es kommt in Italien, auf der Balkanhalbinsel, in Rumänien und Vorderasien vor und ist in Schweden und Mitteleuropa ein Neophyt.[4]
- Linaria genistifolia subsp. euxina (Velen.) Delip.: Sie kommt in Bulgarien vor.[4]
- Linaria genistifolia subsp. polyclada (Fenzl) P.H. Davis: Sie kommt in der Türkei vor.[4]
- Linaria genistifolia subsp. praealta (Boiss.) P.H. Davis: Sie kommt in der Türkei vor.[4]
- Linaria genistifolia subsp. sofiana (Velen.) Chater & D.A. Webb: Sie kommt in Bulgarien und im früheren Jugoslawien vor.[4]

## Bilder

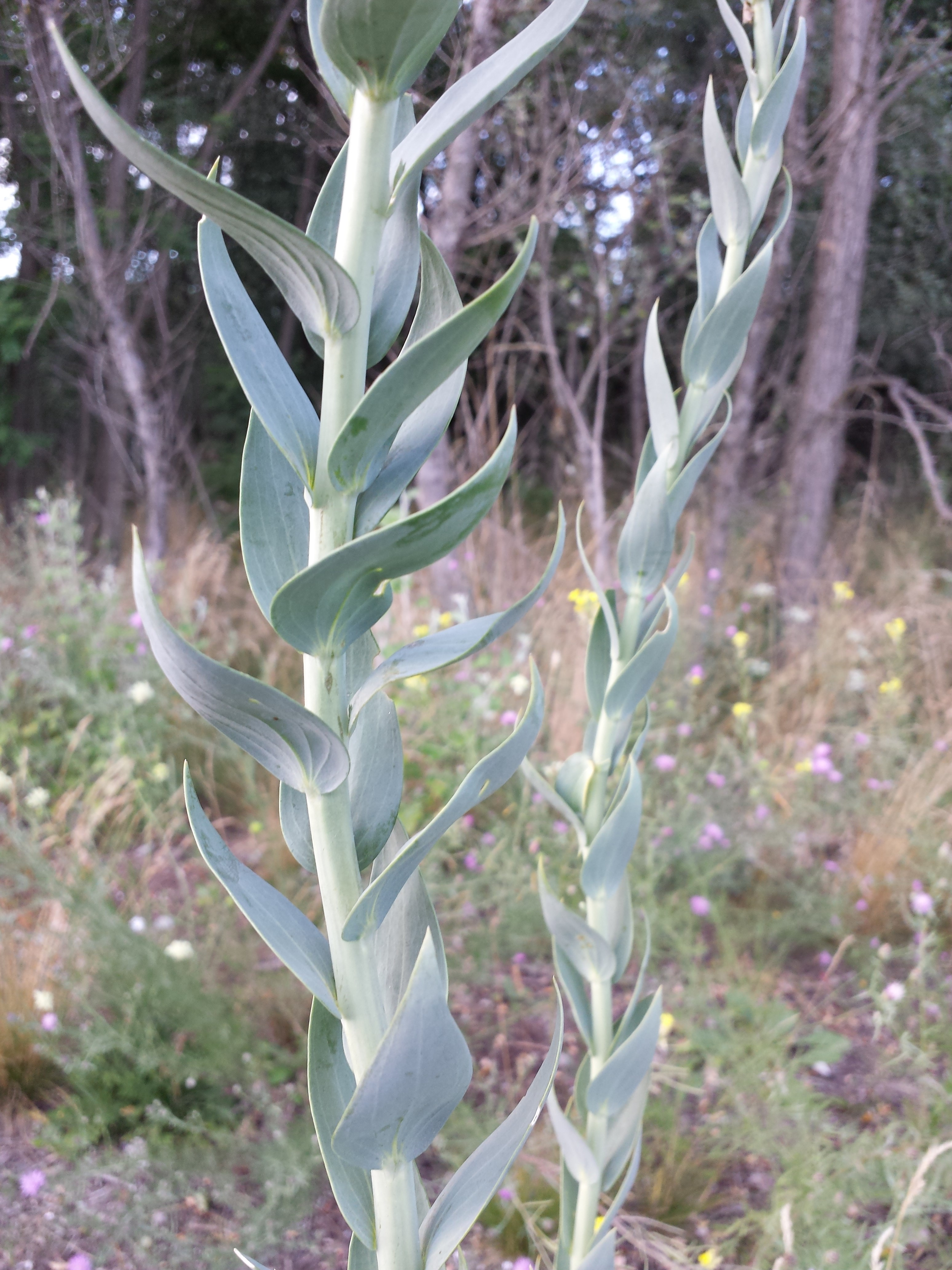
Der Stängel und die Laubblätter sind bläulich-grün bereift.
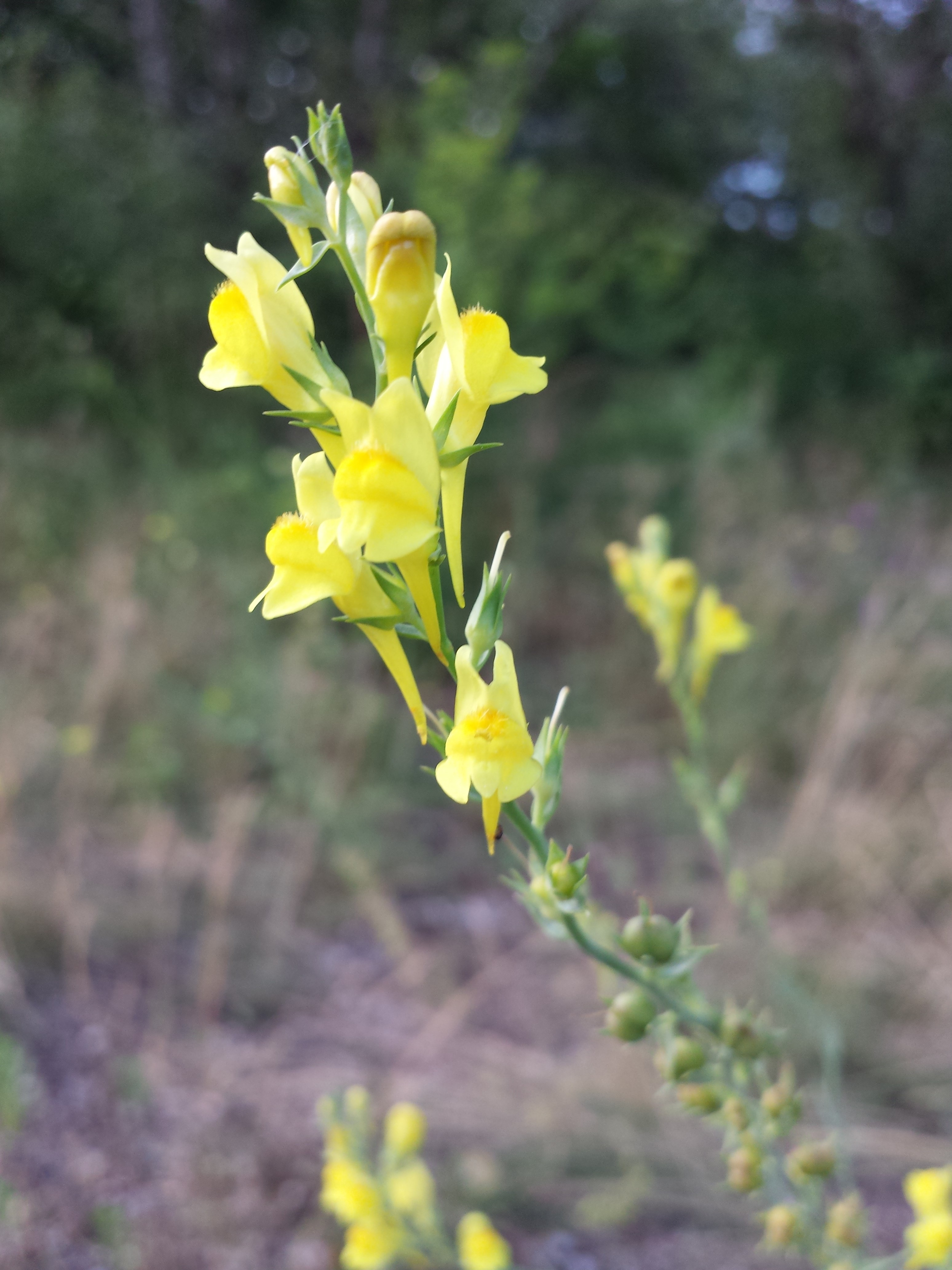
Der Blütenstand ist eine lockere Traube mit zweilippigen, gespornten Blüten.
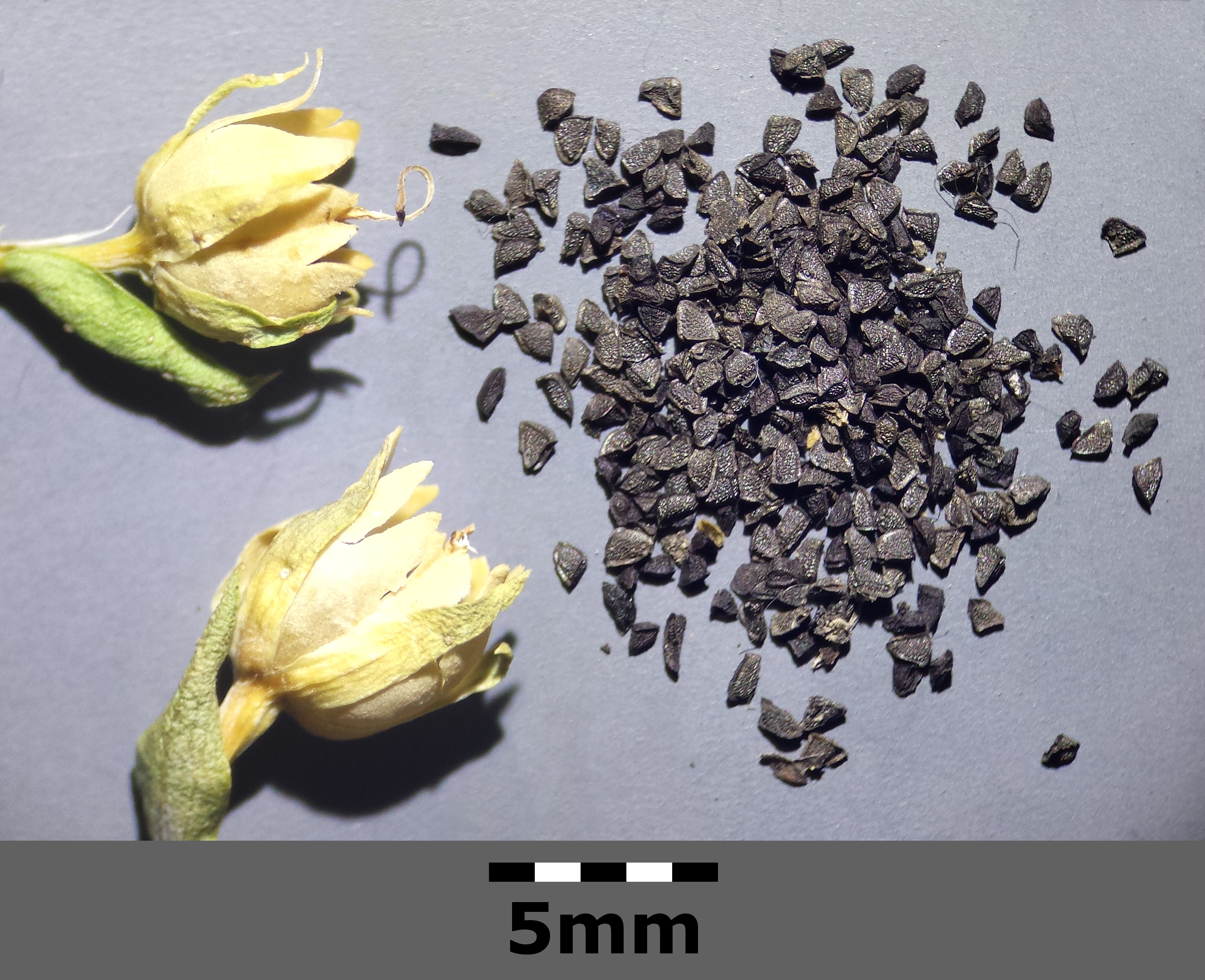
Die Kelchblätter sind so lang wie die Kapselfrucht.
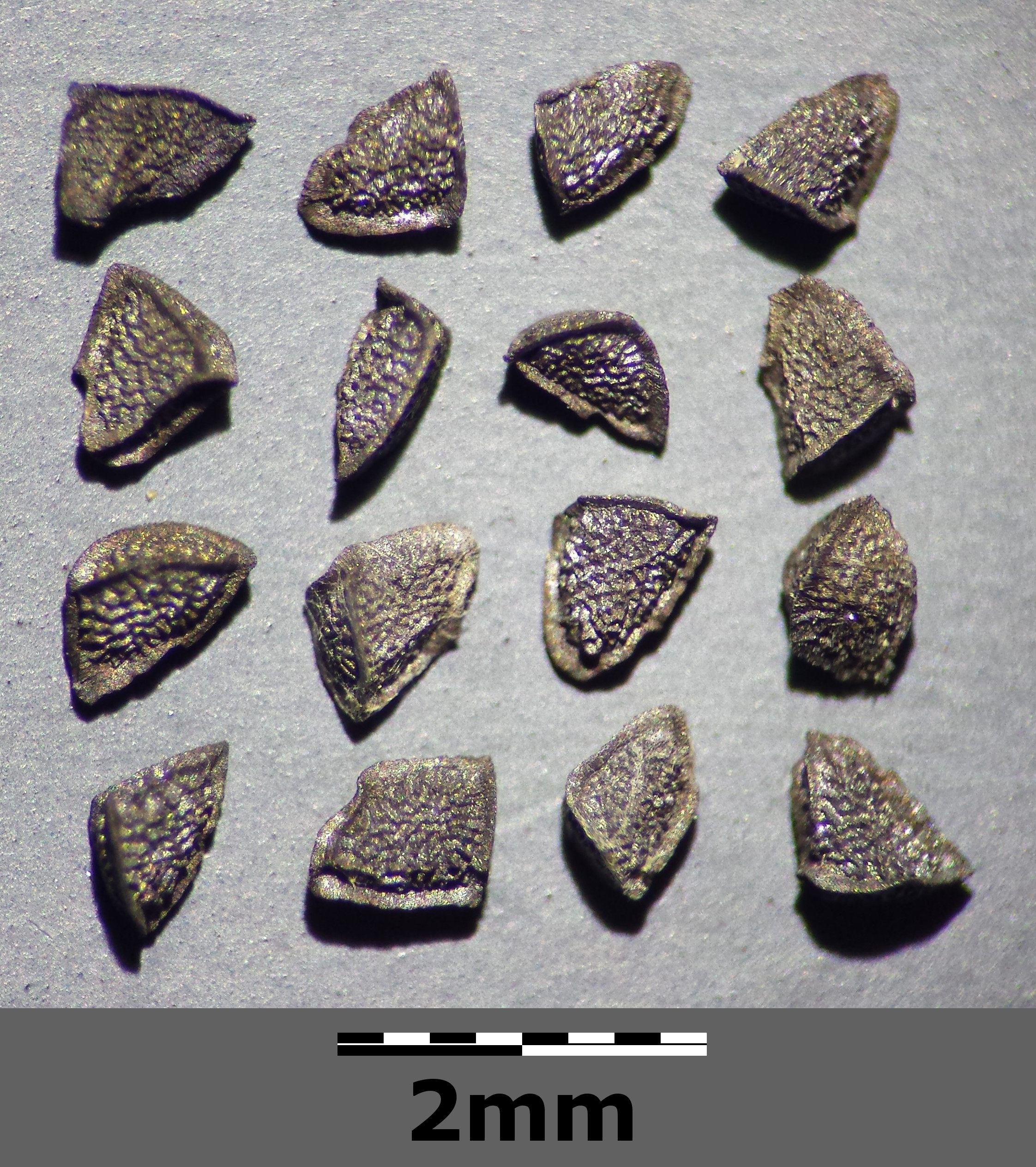
Die Samen sind kantig-dreieckig und ohne Hautsaum.